# Comuna Novosemenivka, Ivanivka
Novosemenivka (în ucraineană Новосеменівка) este o comună în raionul Ivanivka, regiunea Herson, Ucraina, formată din satele Martivka și Novosemenivka (reședința).

## Demografie
Componența lingvistică a comunei Novosemenivka
     Ucraineană (88,23%)
     Rusă (7,46%)
     Română (2,32%)
     Romani (1,82%)
     Alte limbi (0,17%)
Conform recensământului din 2001, majoritatea populației comunei Novosemenivka era vorbitoare de ucraineană (88,23%), existând în minoritate și vorbitori de rusă (7,46%), română (2,32%) și romani (1,82%).